# Lockheed L-1011 TriStar
Локхид L-1011 «Трайстар» (англ. Lockheed L-1011 TriStar, часто упоминаемый как просто L-1011 (произносится «эль-десять-одиннадцать») или TriStar) — третий широкофюзеляжный пассажирский реактивный авиалайнер в мире, последовавший за Boeing 747 и McDonnell Douglas DC-10 и опередивший Airbus A300. Как и DC-10, TriStar был оборудован тремя двигателями. С 1968 и по 1984 Lockheed Corporation произвела около 250 экземпляров L-1011. После окончания производства L-1011 TriStar компания Lockheed Corporation покинула рынок коммерческих авиаперевозок вследствие низкого уровня продаж авиалайнера.

## История создания
В 1960-х годах авиакомпания American Airlines обратилась к конкурирующим компаниям-производителям Lockheed и Douglas (позднее McDonnell Douglas) с запросом на создание авиалайнера меньшего чем Boeing 747, но способного перевозить большое количество пассажиров на дальние расстояния, например в Лондон и Латинскую Америку из узловых аэропортов авиакомпании, расположенных в Далласе (международный аэропорт Даллас/Форт-Уэрт) и Нью-Йорке. Lockheed в целом не присутствовал в секторе производства гражданских авиалайнеров с конца 50-х годов вследствие трудностей, связанных с его Lockheed L-188 Electra, который потерпел несколько катастроф в начале эксплуатации из-за проблем с вибрацией крыла. Тем не менее, после сложностей, которые Lockheed испытывал в работе над своими военными программами, компания была намерена вернуться на рынок гражданской авиации и средством для этого шага стал L-1011 TriStar. Изначально предполагалось создать самолёт, оснащённый двумя двигателями, но впоследствии было решено перейти к схеме с третьим двигателем.
Проект предусматривал салон с двумя проходами, низкий уровень шума (в начале 70-х Eastern Air Lines прозвали L-1011 «The WhisperLiner» («Уисперлайнер» — дословно «Шепчущий лайнер»), повышенную надёжность и экономичную эксплуатацию. American Airlines склонилась к выбору Douglas DC-10, хотя и проявляла достаточный интерес к L-1011. Таким образом авиакомпания надеялась убедить Douglas снизить цены на DC-10 и добилась успеха.
Без поддержки American Airlines выпуск TriStar происходил по заказам от Trans World Airlines и Eastern Air Lines. Несмотря на то, что график проектирования TriStar ненамного отставал от его конкурентов, Douglas DC-10 опередил Lockheed почти на год из-за проблем последнего с силовыми установками. В феврале 1971, понеся основательные расходы на разработку, связанные с турбовентиляторными двигателями для TriStar RB211, компания Rolls-Royce заявила о банкротстве. Это задержало окончательную сборку L-1011, но менять поставщика двигателей на тот момент было поздно (альтернативой являлись General Electric или Pratt & Whitney). Британское правительство согласилось предоставить большую государственную субсидию для возобновления работы Rolls-Royce при условии гарантий правительством США банковских займов Lockheed, необходимых для завершения L-1011. Американское правительство пошло на этот шаг, потому что в случае неудачи Lockheed (который был сам по себе ослаблен данными трудностями), был бы полностью потерян рынок сбыта для двигателей RB211. Несмотря на некоторых противников, не последним из которых был губернатор Калифорнии Рональд Рэйган, правительство США предоставило такие гарантии.
Рассчитанный на перевозку 400 пассажиров, TriStar имел схему, при которой по одному турбовентиляторному двигателю Rolls-Royce было расположено под каждым полукрылом, а третий двигатель находился в основании киля.

### Производство
В производстве самолёта были задействованы не только собственные заводы Lockheed в Бербанке и Палмдейл в Калифорнии, — с целью удешевления производственного процесса, к производству был привлечён персонал и мощности нескольких администрируемых компанией казённых авиационных заводов ВВС США, — производство велось на авиазаводе № 6 в Мариетте, штат Джорджия, и на авиазаводе в Ван-Найс, штат Калифорния (в Мариетте изготавливалось около 5 тыс. наименований деталей для самолёта). Кроме того, с целью задействования работников казённых учреждений были заключены контракты на поставку узлов и агрегатов, комплектующих и деталей с корпорациями LTV (авиазавод в Детройте, штат Мичиган), Martin Marietta (авиазавод № 5, Балтимор, Мэриленд), Boeing (авиазавод № 13, Уичито, Канзас). Когда указанные махинации вскрылись, в Пентагон поступило заявление от представителей индустрии с требованием провести служебное расследование по факту нецелевого использования казённых предприятий для выполнения коммерческих заказов. Инспектора Министерства обороны провели расследование, подтвердили указанные нарушения, но в аппарате Министра воздержались от каких-либо дальнейших действий и не стали вмешиваться в процесс производства.

### Проекты конкурирующих фирм
TriStar встретил жёсткую конкуренцию со стороны Boeing 747 и прямого конкурента Douglas DC-10, построенного по сходной схеме. В 1980-е годы во время пика опасений, связанных с надёжностью DC-10, который использовался большинством конкурентов, авиакомпания Trans World Airlines в своей рекламной литературе объявляла TriStar одним из самых безопасных самолётов в мире. Однако против 250 TriStar было продано 446 DC-10, — частично из-за задержек в производстве TriStar, частично из-за того, что версия лайнера с увеличенной дальностью полёта не была изначально представлена на рынке. Под государственным руководством расходы Rolls-Royce жёстко контролировались, в результате чего усилия компании вылились в производство первоначальных двигателей для TriStar, потребовавших значительных доработок между первым полётом и вводом в эксплуатацию. Конкурент Rolls-Royce, компания Дженерал Электрик, быстро разработала двигатель CF6, обладающий большей тягой, что означало возможность выхода на рынок более тяжёлых межконтинентальных Douglas DC-10-30. Гибкость, которую предоставлял потенциальным покупателям DC-10, обладающий большой дальностью полёта, поставила под угрозу конкурентоспособность L-1011. Rolls-Royce взялся за разработку двигателей RB211-524 с повышенной тягой для модификаций L-1011-200 и −500, но это потребовало многих лет работы.
Основное внешнее отличие TriStar от DC-10 заключалось в разном расположении среднего (хвостового) двигателя: на DC-10 двигатель был подвешен над фюзеляжем, что давало большую мощность, в то время как двигатель TriStar был смонтирован в S-образном туннеле в хвостовой части (как на Boeing 727 и ТУ-154), что обеспечивало пониженный уровень шума и повышенную прочность. Ранние модификации L-1011, такие как L-1011-1, L-1011-100, и L-1011-150, отличались от поздних моделей видом гондол среднего двигателя. Гондолы ранних версий имели круглое отверстие воздухозаборника, а на более поздних моделях появился небольшой вертикальный киль между нижней частью двигателя и верхней частью фюзеляжа.
Система самолётовождения L-1011, сертифицированный FAA в сентябре 1977 года, предлагает множество функций, которые с тех пор стали обычными. Эти функции были направлены на значительное снижение нагрузки на экипаж и повышение топливной экономичности. К ним относятся круиз-контроль по числу Маха и приборной скорости, автоматический режим болтанки, который обнаруживает турбулентность и соответствующим образом регулирует мощность двигателей, и режим снижения, который определяет оптимальное место для начала снижения путем обратного расчета от заранее выбранной точки, позволяющий прибывать к выбранной точке на нужной высоте и скорости.
L-1011 стал первым широкофюзеляжным самолётом, получившим сертификат Федеральной администрации по авиации (FAA) на производство автоматизированной посадки по приборам, которая позволяла TriStar совершать практически «слепые» посадки в условиях нулевой видимости. Также самолёт был оснащён уникальной системой прямого управления подъёмной силой (DLC), которая позволяла производить плавный заход на посадку. Система DLC помогала держаться кривизны глиссады на финальном заходе с помощью автоматического управления интерцепторами. Таким образом, вместо того, чтобы производить снижение посредством изменения тангажа, система DLC помогала сохранять положение самолёта относительно глиссады при сохранении постоянного угла атаки. Самолёт имел четыре дублирующие гидравлические системы (конкурент DC-10 был оснащён только тремя), при производстве использовалась уникальная система сварки для соединения фюзеляжных панелей, благодаря которой «L-1011» был максимально защищён от коррозии.
По внутренней заводской системе TriStar маркировался как L-093.

### Первый полёт
Первый прототип поднялся в воздух 16 ноября 1970 года. Экипаж в составе Г. Б. Диз (пилот), Ральф C. Кокли (второй пилот) и G. E. Фишер (инженер разработчик). Первый TriStar был произведён для Eastern Air Lines 26 апреля 1972 года.

### Зарубежные заказы
Корпорация Lockheed подкупила членов правительства Японии для выдачи авиакомпании All Nippon Airways субсидии на покупку самолётов L-1011. Это вылилось в политический скандал, в результате которого был арестован премьер-министр Какуэй Танака, а в самой Lockheed Corporation председатель правления Дэниэл Хотон и вице-председатель и президент Карл Котчиан корпорации ушли в отставку со своих постов 13 февраля 1976 года. Танака по результатам расследования был признан виновным в нарушении законов о контроле иностранной валюты, но не был признан виновным во взяточничестве, считающимся в Японии более тяжким уголовным преступлением.
Чтобы достичь окупаемости проекта, Lockheed было необходимо было продать 500 самолётов, но к 1981 году было объявлено, что производство будет прекращено с выпуском 250-го образца, и последний самолёт под заказ был произведён в 1984 году. Неудача с TriStar привела Lockheed к уходу компании с рынка гражданской авиации.

## История эксплуатации

### Гражданская авиация
Гражданские операторы L-1011 TriStar:
- Aer Lingus
- AeroPeru
- Air Atlanta Icelandic
- Air Canada
- Air France
- Air Luxor
- Air Transat
- SriLankan Airlines
- All Nippon Airways
- Arrow Air
- ATA Airlines
- British Airways
- British Caledonian
- Caledonian Airways
- BWIA
- Cathay Pacific
- Court Line
- Delta Air Lines
- Eastern Air Lines
- EuroAtlantic
- Fine Air
- Faucett
- Gulf Air
- Hawaiian Airlines
- Iberia
- LTU
- Luzair
- National Airlines
- Orient Thai
- Pan American World Airways
- Peach Air
- Pacific Southwest Airlines
- Royal Jordanian
- Saudi Arabian Airlines
- Skygate
- TAAG Angola Airlines
- TAP Air Portugal
- Trans World Airlines
- United Airlines
- Worldways Canada

Delta Air Lines была крупнейшим заказчиком Lockheed L-1011. Авиакомпания Cathay Pacific в конечном итоге стала крупнейшим оператором данного типа самолётов за пределами США, перекупив многие самолёты после того, как Eastern Air Lines разорилась, имея в своем составе 21 L-1011.
Все крупные авиакомпании прекратили эксплуатацию самолёта в конце 1990-х — начале 2000-х годов. Cathay Pacific прекратила эксплуатацию флота L-1011 в октябре 1996 года, заменив их на Airbus A330. Авиакомпания TWA прекратила полёты последнего TriStar в 1997 году. Delta Air Lines эксплуатировала флот TriStar до 2001, заменив его впоследствии на Boeing 767-400ER.
На 2019 год в эксплуатации оставался единственный L-1011, использовавшийся Northrop Grumman Innovation Systems в модификации Stargazer.

### Военное и государственное применение
TriStar также использовался как военный заправщик и транспортно-пассажирский самолёт. Королевские военно-воздушные силы Великобритании имели в составе девять самолётов в четырёх вариантах. В прошлом данные L-1011-500 принадлежали British Airways и Pan Am. Два самолёта обозначены как TriStar K.MK 1 и предназначены исключительно для заправки топливом. Ещё четыре обозначены как KC1 и могут использоваться в качестве заправщиков и транспортно-пассажирских самолётов. Две модели TriStar C.Mk 2 и один TriStar C. Mk 2A предназначены исключительно для перевозки пассажиров. C2A отличается от C2 наличием военной радиоэлектроники и связи. «TriStar» КВВС были закуплены по результатам Фолклендской войны, для подкрепления возможностей КВВС по доставке грузов и дозаправке. Все суда состоят на службе в 216 эскадрилье ВВС, расположенной на базе ВВС Бриз Нортон.
Самолёт использовался во многих современных конфликтах. Два самолёта базировались в Международном аэропорту «Кинг Халид», в окрестностях Эр-Рияда в Саудовской Аравии в ходе войны в Персидском заливе в 1991 и использовались в качестве заправщиков, остальные использовались для перевозок между Персидским заливом и Великобританией. Те самолёты, что базировались на месте действий, имели индивидуальную раскраску и были названы «Пинки» и «Перки» (англ. «Розовенький» и «Весёлый»). В ходе Косовской войны TriStar базировались в Анконе, Италия, четыре самолёта использовались в качестве дозаправщиков. TriStar работали вместе с DC-10, действуя в роли воздушных заправщиков в ходе операции Веритас (Афганистан 2001 г.), во время которой они предоставляли возможность дозаправки в воздухе самолётам ВМС США. Одно из самых последних боевых применений происходило в небе Ирака.
В 2013—2014 годах девять машин, числящихся в реестре Королевских ВВС, были выведены из эксплуатации.

### Использование для старта ракеты-носителя
Доработанный Lockheed L-1011 Stargazer штатно используется Northrop Grumman Space Systems для запуска ракеты-носителя «Пегас».

## Поставки
| 1985 | 1984 | 1983 | 1982 | 1981 | 1980 | 1979 | 1978 | 1977 | 1976 | 1975 | 1974 | 1973 | 1972 | 1971 | 1970 | Всего |
| ---- | ---- | ---- | ---- | ---- | ---- | ---- | ---- | ---- | ---- | ---- | ---- | ---- | ---- | ---- | ---- | ----- |
| 3    | 5    | 5    | 13   | 28   | 24   | 14   | 8    | 12   | 16   | 24   | 41   | 39   | 17   | 0    | 1    | 250   |

## Лётно-технические характеристики
|                                 | L1011-1              | L1011-200              | L1011-500              |
| ------------------------------- | -------------------- | ---------------------- | ---------------------- |
| Экипаж                          | 3                    | 3                      | 3                      |
| Число мест                      | 253 (3-класса)       | 263                    | 234 (3-класса)         |
| Длина                           | 54,2 м               | 54,2 м                 | 50 м                   |
| Размах крыла                    | 47,3 м               | 47,3 м                 | 50,1 м                 |
| Размах гор. хвостового оперения | 21,8 м               | 21,8 м                 | 21,8 м                 |
| Высота                          | 16,7 м               | 16,7 м                 | 16,7 м                 |
| Площадь крыла                   | 321,1 м²             | 321,1 м²)              | 329,0 м²)              |
| Масса пустого                   | 101 867 кг           | 105 052 кг             | 105 573 кг             |
| Максимальный взлётный вес       | 195 000 кг           | 209 000 кг             | 225 000 кг             |
| Максимальная скорость           | 0,95 М               | 0,95 М                 | 0,95 М                 |
| Крейсерская скорость            | 0,9 М                | 0,9 М                  | 0,9 М                  |
| Максимальная дальность полёта   | 7419 км              | 7419 км                | 10 200 км              |
| Практический потолок            | 10 670 м             | 10 970 м               | 12 496 м               |
| Двигатели (3x)                  | Rolls-Royce RB211-22 | Rolls-Royce RB211-524B | Rolls-Royce RB211-524B |

## Потери самолётов
По данным сайта Aviation Safety Network, по состоянию на 10 января 2020 года в общей сложности в результате катастроф и серьёзных аварий были потеряны 10 самолётов Lockheed L-1011 TriStar. Lockheed L-1011 TriStar пытались угнать 15 раз, при этом никто не погиб. Всего в этих происшествиях погибли 564 человека.
В марте 2012 года в международном аэропорту Манас в Киргизии с самолёта Lockheed L-1011 TriStar были незаконно сняты и проданы двигатели.
| Дата       | Бортовой номер | Место катастрофы | Жертвы    | Краткое описание |
| ---------- | -------------- | ---------------- | --------- | --- |
| 29.12.1972 | N310EA         | Эверглейдс       | 101/176   | Экипаж увлёкся решением проблемы негорящего индикатора выпуска шасси и не заметил, что самолёт теряет высоту.                                                    |
| 19.04.1974 | N31007         | Бостон           | 0/0       | Сгорел на стоянке. Причины неизвестны. |
| 19.08.1980 | HZ-AHK         | Эр-Рияд          | 301/301   | Пожар на борту, аварийная посадка с отключённым вторым двигателем. Паника и неготовность наземных служб к немедленной эвакуации лайнера усугубили трагедию.      |
| 22.12.1980 | HZ-AHJ         | Персидский залив | 2/292     | В полёте взорвалось колесо шасси, части шины разгерметизировали салон. Двоих пассажиров вытащило в образовавшееся отверстие, но лайнер благополучно приземлился. |
| 02.08.1985 | N726DA         | Даллас           | 1+134/163 | Заход на посадку в сложных метеоусловиях. |
| 03.05.1986 | 4R-ULD         | Коломбо          | 21/168    | Во время посадки пассажиров на борту взорвалась бомба. |
| 28.06.1991 | D-AERI         | Дюссельдорф      | 0/0       | Сгорел в ангаре. |
| 30.07.1992 | N11002         | Нью-Йорк         | 0/292     | Взлёт был прерван на критической скорости. Отказ приборов. |
| 23.08.1995 | N781DL         | Тихий океан      | 0/236     | Декомпрессия на эшелоне. Самолёт вернулся в аэропорт, однако получил критические повреждения и был списан.                                                       |
| 06.07.2001 | C-FTNA         | Лион             | 0/208     | При наборе высоты самолёт попал под сильный град. Сильно помятый лайнер был списан.                                                                              |
| 08.08.2002 | 9Q-CHA         | Киншаса          | 0/200     | В полёте отказал двигатель. Возврат в аэропорт, грубая посадка.                                                                                                  |
| 23.08.2008 | н.д.           | Эт-Таиф          | 4+0/0     | Во время порезки самолёта взорвались остатки горючего, которое не слили из крыльевых баков.                                                                      |

## В поп-культуре
- Самолёт показывается в ливрее авиакомпании Trans World Airways в чикагском аэропорту О'Хара в фильме «Красная жара», вышедшем в 1988 году.
- Фигурировал в фильме «Крепкий орешек 2», вышедшем на экраны в 1990 году в ливрее авиакомпании NEA — North East Airlines (в данном случае вымышленной). В этом самолёте Холли, жена главного героя — лейтенанта Джона Макклейна (в исполнении Брюса Уиллиса), кружила над аэропортом Даллеса в Вашингтоне, пока тот разбирался с террористами.
- Большая часть сцен фильма 1992 года «Пассажир 57» проходит на борту самолёта Lockheed L-1011 TriStar.
- На Lockheed L-1011 TriStar в ливрее вымышленной авиакомпании Atlantic Overseas Air возвращается в Лос-Анджелес из командировки в Бейруте лейтенант Фрэнк Дребин в фильме «Голый пистолет».
- В 1995 году вышла телеэкранизация повести Стивена Кинга «Лангольеры». Одним из «главных героев» фильма стал авиалайнер L-1011 авиакомпании «Американская гордость» («American Pride»). Стоит отметить, что в самой повести фигурировал Boeing 767.
- «Эль Десять Одиннадцать» — название инструментальной пост-рок группы, созданной в 2004 году музыкантами из Лос-Анджелеса Кристианом Даном и Тимом Фогарти. На обложке их первого альбома «El Ten Eleven» изображён силуэт самолёта с тремя двигателями, однако это Boeing 727, а не L-1011.
- Самолёт, использовавшийся при съёмках телесериала компании ABC «Остаться в живых (Lost)» — разобранный L-1011, в прошлом принадлежавший Eastern Air Lines[11].
- В фильме «Схватка» также можно заметить данный самолёт в самом конце, едущим медленным ходом на взлётную полосу; Роберт Де Ниро пробегает перед ним, Аль Пачино после.
- В фильме «Смертельное оружие» данный самолёт можно заметить на дальнем плане в моменте, когда главные герои подходят к дому, а тот взрывается.
- L-1011 авиакомпании LTU — герой немецкого музыкального фильма «Ein Sound Geht um Die Welt» с участием группы «Boney M», в который включены песни из альбома «Boonoonoonoos» (1981). Фильм начинается с загрузки концертного багажа группы и взлёта L-1011, отправляющегося с музыкантами из Дюссельдорфа на Ямайку.
- L-1011 авиакомпании LTU — герой немецкого музыкального клипа группы «Blue System» для сингла «Love Suite» — самолёт взлетает в начале клипа.